# Neue Rheinische Zeitung
Neue Rheinische Zeitung (fulde navn: Neue Rheinische Zeitung: Organ der Demokratie) var en dagsavis, som blev udgivet af Demokratiske Forening. Avisens redaktør var Karl Marx, og den eksisterede fra 1848 til 1849 i byen Köln, som på denne tid tilhørte Rhinprovinsen i kongeriget Preussen. Avisen skrev om de revolutionære, politiske hændelser set i lyset af kommunistiske ideer. Friedrich Engels arbejdede også som redaktør af artikler i avisen.